# Teresin (powiat rawski)
Teresin – wieś w Polsce, położona w województwie łódzkim, w powiecie rawskim, w gminie Biała Rawska.
Wieś stanowi sołectwo.
Teresin wymieniany był już w 1892 r. 
Na terenie wsi działa OSP Teresin.
W latach 1975–1998 Teresin należał administracyjnie do województwa skierniewickiego.
Przed 2023 r. miejscowość była częścią wsi Orla Góra.